# Orde van de Heilige Aartsengel Michaël
De keizerlijke Orde van de Heilige Aartsengel Michaël (Russisch: Iмператорский Орденъ Святого Михаила Архангела, Imperatorski Orden Svjatovo Michaila Archangela) is de in rang laagste van de huisorden van het Huis Romanov.
De orde werd in 1988 door grootvorst Vladimir Kirillovitsj van Rusland gesticht.
Het ordeteken is een zwart geëmailleerd kruis met op de bovenste arm een gouden kroon. Op het witte blauwomrande medaillon is de aartsengel Michaël afgebeeld. De keerzijde is blauw.
De ordedag is de 8e (of in de gregoriaanse kalender de 21e) november.
Heren dragen de orde aan een 42 millimeter breed geel lint met witte zwarte rand boven en een witte rand onder en dames dragen de orde als broche.
Orde van Sint-Andreas de Eerstgeroepene ·
Orde van de Heilige Catharina ·
Sint-Jorisorde ·
Orde van Sint-Anna ·
Alexander Nevski-orde ·
Orde van de Witte Adelaar (Polen) ·
Orde van Sint-Stanislaus ·
Orde van Sint-Vladimir ·
Herdenkingsdecoratie voor het 300-jarig bestaan van de Romanov-dynastie ·
Orde van het Rode Kruis voor Vrouwen en Meisjes ·
Soevereine Militaire Hospitaalorde van Sint-Jan van Jeruzalem en Malta in Rusland ·
Held van de Arbeid (1922) ·
Orde van de Rode Vlag van de Arbeid ·
Leninorde ·
Leninprijs ·
Held van de Sovjet-Unie ·
Gouden Ster ·
Orde van de Oktoberrevolutie ·
Ereteken van de Sovjet-Unie ·
Orde van de Glorie van de Arbeid ·
Orde van de Rode Banier ·
Held van de Socialistische Arbeid ·
Moeder-Heldin .
Heldenstad ·
Meester in de sport ·
Orde van de Vriendschap ·
Orde van de Vaderlandse Oorlog ·
Orde van de Eer ·
Orde van de Glorie ·
Orde van Nachimov ·
Orde van Koetoezov ·
Orde van Oesjakov ·
Orde van Soevorov ·
Orde van Bogdan Chmelnitski ·
Orde van de Rode Ster ·
Orde van de Heilige Aartsengel Michaël ·
Onderscheidingskruis van de Heilige Apostelgelijke Vorstin Olga ·
Orde van Sint-Nicolaas de Wonderdoener
Zie ook: Ridderorden in Rusland · Orden van de Sovjetrepublieken · Orden van de Sovjet-Unie · Medailles van de Sovjet-Unie